# Gustav Láska
Gustav Láska, v zahraničí psán často Laska (23. srpna 1847 Praha-Malá Strana – 16. října 1928 Schwerin), byl český kontrabasista, hudební skladatel, dirigent, varhaník a malíř působící převážně v Německu.

## Život
V letech 1861–1867 studoval na Pražské konzervatoři hru na kontrabas u Josefa Hraběte a skladbu u Johanna Friedricha Kittlera a Josefa Krejčího. Po absolvování konzervatoře podnikl koncertní turné po Rakousko-Uhersku jako virtuóz na kontrabas. V roce 1868 se stal členem orchestru a občasným dirigentem opery v Kasselu. Po smrti svého učitele Josefa Hraběte v roce 1870 se ucházel se o místo profesora na Pražské konzervatoři. Sice krátce na konzervatoři vyučoval, ale jmenován profesorem nebyl.
V roce 1872 působil jako dirigent dvorní kapely v Sondershausenu. Do roku 1878 byl operním dirigentem v divadlech v Göttingenu, Halberstadtu, Eislebenu a v Berlíně a vystupoval jako koncertní kontrabasista. Od roku 1878 až do své smrti byl členem dvorního operního orchestru Mecklenbursko-zvěřínského velkovévodství. Vedle toho byl sbormistrem Schwerin Singakademie a chrámového sboru v kostele sv. Anny. V tomto kostele byl také varhaníkem. 
Jeho talent byl všestranný. Kromě hudby se zabýval také malířstvím.
Komponoval nejen pro svůj hlavní nástroj, ale i opery, chrámové skladby, orchestrální díla a komorní hudbu. Byl vyhledávaným učitelem hudby a své zkušenosti shrnul v dvoudílné Škole hry na kontrabas, doplněné bohatou instruktivní literaturou. Jeho sbírka hudebnin je uložena v knihovně Mecklenburg-Vorpommern. Za svou koncertní a pedagogickou činnost se mu dostalo mnoha ocenění.

## Dílo (výběr)

### Opery

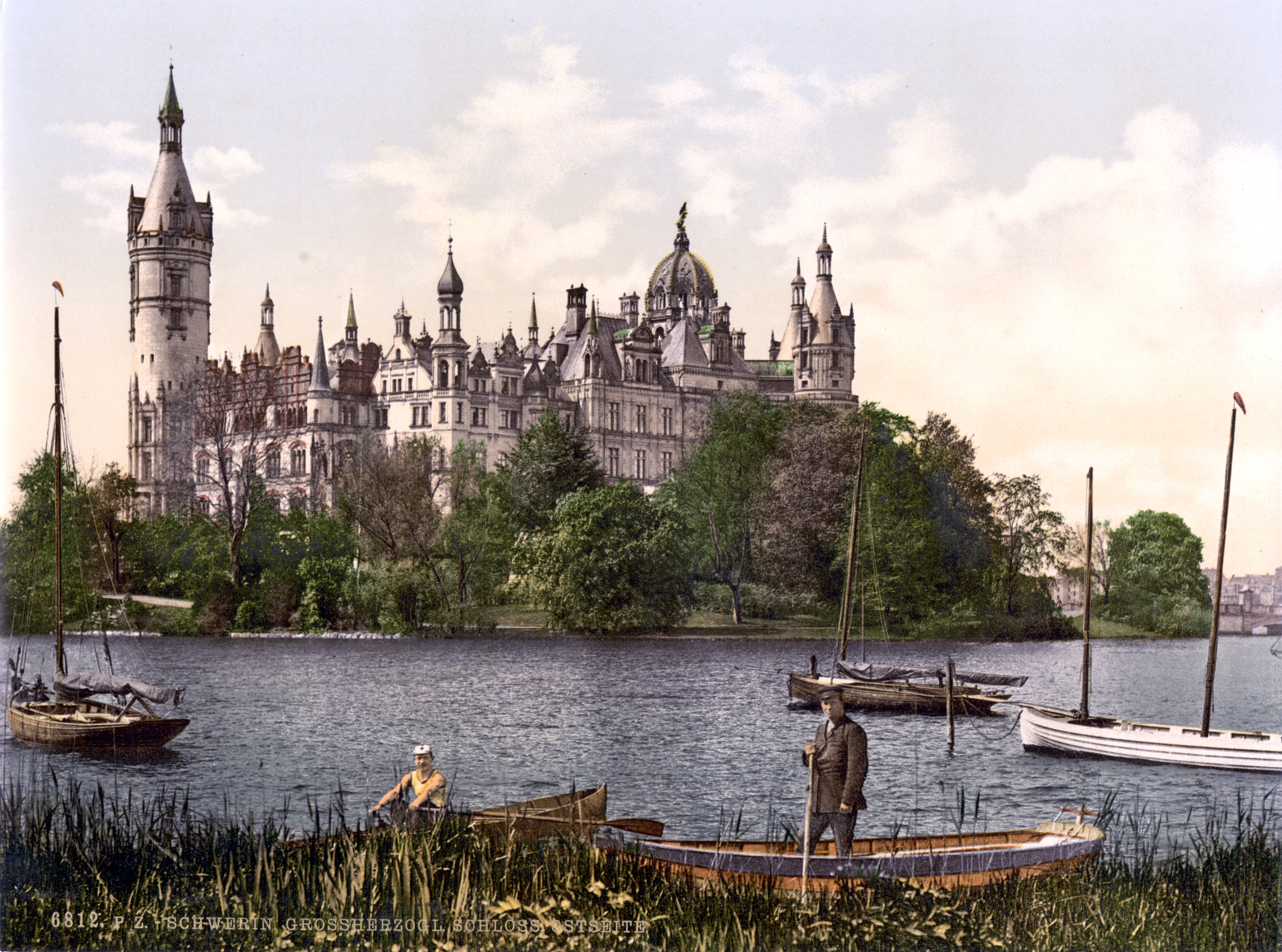
Zvěřínský zámek v roce 1900

- Abu Seid (1918)
- Der Kaisesoldat
- Sünde

### Orchestrální skladby
- 2 orchestrální předehry
- Symfonie d-moll
- Symfonie A-dur
- Koncert pro kontrabas a orchestr
- Rhapsodie na motiv fanfár z Fidelia

### Chrámové skladby a kantáty
- 3 mše
- Deutches Aufgebot
- Lanzelust
- Kantáta na památku padlých op. 65

### Komorní hudba
- 2 klavírní sonáty
- Erotik op. 17
- Šest klavírních skladeb op. 18
- 12 ukolébavek op. 28 pro kontrabas a klavír
- Koncertní kus op. 54 pro kontrabas a klavír
- Balada a polonéza pro kontrabas a klavír
- Grand Duo pro housle a kontrabas
- Perpetual motion pro kontrabas a klavír
- Tři romance pro kontrabas a klavír

### Pedagogické dílo
- Kontrabass-Schule op. 50, Leipzig, Breitkopf & Härtel